# Защита (шахматная композиция)
Защи́та (англ. defense) в шахматных этюдах — отражение наступательных действий противника.
В шахматных задачах защита — ход чёрных, парирующий угрозу (угрозы), но позволяющий белым выполнить задание отличным от угрозы способом.
Тактические элементы в защитах чёрных являются основой многих тем в шахматной композиции, например, защиты Барулина, Левмана, Нитвельта, Шифмана и других.
Существуют темы, связывающие защиты чёрных и ходы белых, например:
- защита на поле угрозы — чёрные парируют угрозу на том же поле, на которое осуществляется первый ход угрозы;
- защита на поле мата (угрозы) — чёрные парируют угрозу на том же поле, на которое осуществляется матующий ход угрозы;
- защита на поле привлечения — чёрные парируют угрозу на том же поле, на которое вынуждены были играть при проведении белыми угрозы.

Защитный мотив (момент, элемент) — тактический элемент, содержащийся в защите.

## Примеры
|   | a | b | c | d | e | f | g | h |   |
| - | --- | --- | --- | --- | --- | --- | --- | --- | - |
| 8 | a8 чёрный ферзь · d8 чёрный слон · e8 чёрный слон · f7 чёрный конь · a6 чёрный конь · c6 белый конь · a5 чёрная пешка · b5 белая пешка · c5 белый конь · h5 белая ладья · a4 белый слон · c4 чёрный король · d4 белая пешка · e4 белая пешка · d3 чёрная пешка · b2 белая ладья · d2 белый слон · h1 белый король | a8 чёрный ферзь · d8 чёрный слон · e8 чёрный слон · f7 чёрный конь · a6 чёрный конь · c6 белый конь · a5 чёрная пешка · b5 белая пешка · c5 белый конь · h5 белая ладья · a4 белый слон · c4 чёрный король · d4 белая пешка · e4 белая пешка · d3 чёрная пешка · b2 белая ладья · d2 белый слон · h1 белый король | a8 чёрный ферзь · d8 чёрный слон · e8 чёрный слон · f7 чёрный конь · a6 чёрный конь · c6 белый конь · a5 чёрная пешка · b5 белая пешка · c5 белый конь · h5 белая ладья · a4 белый слон · c4 чёрный король · d4 белая пешка · e4 белая пешка · d3 чёрная пешка · b2 белая ладья · d2 белый слон · h1 белый король | a8 чёрный ферзь · d8 чёрный слон · e8 чёрный слон · f7 чёрный конь · a6 чёрный конь · c6 белый конь · a5 чёрная пешка · b5 белая пешка · c5 белый конь · h5 белая ладья · a4 белый слон · c4 чёрный король · d4 белая пешка · e4 белая пешка · d3 чёрная пешка · b2 белая ладья · d2 белый слон · h1 белый король | a8 чёрный ферзь · d8 чёрный слон · e8 чёрный слон · f7 чёрный конь · a6 чёрный конь · c6 белый конь · a5 чёрная пешка · b5 белая пешка · c5 белый конь · h5 белая ладья · a4 белый слон · c4 чёрный король · d4 белая пешка · e4 белая пешка · d3 чёрная пешка · b2 белая ладья · d2 белый слон · h1 белый король | a8 чёрный ферзь · d8 чёрный слон · e8 чёрный слон · f7 чёрный конь · a6 чёрный конь · c6 белый конь · a5 чёрная пешка · b5 белая пешка · c5 белый конь · h5 белая ладья · a4 белый слон · c4 чёрный король · d4 белая пешка · e4 белая пешка · d3 чёрная пешка · b2 белая ладья · d2 белый слон · h1 белый король | a8 чёрный ферзь · d8 чёрный слон · e8 чёрный слон · f7 чёрный конь · a6 чёрный конь · c6 белый конь · a5 чёрная пешка · b5 белая пешка · c5 белый конь · h5 белая ладья · a4 белый слон · c4 чёрный король · d4 белая пешка · e4 белая пешка · d3 чёрная пешка · b2 белая ладья · d2 белый слон · h1 белый король | a8 чёрный ферзь · d8 чёрный слон · e8 чёрный слон · f7 чёрный конь · a6 чёрный конь · c6 белый конь · a5 чёрная пешка · b5 белая пешка · c5 белый конь · h5 белая ладья · a4 белый слон · c4 чёрный король · d4 белая пешка · e4 белая пешка · d3 чёрная пешка · b2 белая ладья · d2 белый слон · h1 белый король | 8 |
| 7 | a8 чёрный ферзь · d8 чёрный слон · e8 чёрный слон · f7 чёрный конь · a6 чёрный конь · c6 белый конь · a5 чёрная пешка · b5 белая пешка · c5 белый конь · h5 белая ладья · a4 белый слон · c4 чёрный король · d4 белая пешка · e4 белая пешка · d3 чёрная пешка · b2 белая ладья · d2 белый слон · h1 белый король | a8 чёрный ферзь · d8 чёрный слон · e8 чёрный слон · f7 чёрный конь · a6 чёрный конь · c6 белый конь · a5 чёрная пешка · b5 белая пешка · c5 белый конь · h5 белая ладья · a4 белый слон · c4 чёрный король · d4 белая пешка · e4 белая пешка · d3 чёрная пешка · b2 белая ладья · d2 белый слон · h1 белый король | a8 чёрный ферзь · d8 чёрный слон · e8 чёрный слон · f7 чёрный конь · a6 чёрный конь · c6 белый конь · a5 чёрная пешка · b5 белая пешка · c5 белый конь · h5 белая ладья · a4 белый слон · c4 чёрный король · d4 белая пешка · e4 белая пешка · d3 чёрная пешка · b2 белая ладья · d2 белый слон · h1 белый король | a8 чёрный ферзь · d8 чёрный слон · e8 чёрный слон · f7 чёрный конь · a6 чёрный конь · c6 белый конь · a5 чёрная пешка · b5 белая пешка · c5 белый конь · h5 белая ладья · a4 белый слон · c4 чёрный король · d4 белая пешка · e4 белая пешка · d3 чёрная пешка · b2 белая ладья · d2 белый слон · h1 белый король | a8 чёрный ферзь · d8 чёрный слон · e8 чёрный слон · f7 чёрный конь · a6 чёрный конь · c6 белый конь · a5 чёрная пешка · b5 белая пешка · c5 белый конь · h5 белая ладья · a4 белый слон · c4 чёрный король · d4 белая пешка · e4 белая пешка · d3 чёрная пешка · b2 белая ладья · d2 белый слон · h1 белый король | a8 чёрный ферзь · d8 чёрный слон · e8 чёрный слон · f7 чёрный конь · a6 чёрный конь · c6 белый конь · a5 чёрная пешка · b5 белая пешка · c5 белый конь · h5 белая ладья · a4 белый слон · c4 чёрный король · d4 белая пешка · e4 белая пешка · d3 чёрная пешка · b2 белая ладья · d2 белый слон · h1 белый король | a8 чёрный ферзь · d8 чёрный слон · e8 чёрный слон · f7 чёрный конь · a6 чёрный конь · c6 белый конь · a5 чёрная пешка · b5 белая пешка · c5 белый конь · h5 белая ладья · a4 белый слон · c4 чёрный король · d4 белая пешка · e4 белая пешка · d3 чёрная пешка · b2 белая ладья · d2 белый слон · h1 белый король | a8 чёрный ферзь · d8 чёрный слон · e8 чёрный слон · f7 чёрный конь · a6 чёрный конь · c6 белый конь · a5 чёрная пешка · b5 белая пешка · c5 белый конь · h5 белая ладья · a4 белый слон · c4 чёрный король · d4 белая пешка · e4 белая пешка · d3 чёрная пешка · b2 белая ладья · d2 белый слон · h1 белый король | 7 |
| 6 | a8 чёрный ферзь · d8 чёрный слон · e8 чёрный слон · f7 чёрный конь · a6 чёрный конь · c6 белый конь · a5 чёрная пешка · b5 белая пешка · c5 белый конь · h5 белая ладья · a4 белый слон · c4 чёрный король · d4 белая пешка · e4 белая пешка · d3 чёрная пешка · b2 белая ладья · d2 белый слон · h1 белый король | a8 чёрный ферзь · d8 чёрный слон · e8 чёрный слон · f7 чёрный конь · a6 чёрный конь · c6 белый конь · a5 чёрная пешка · b5 белая пешка · c5 белый конь · h5 белая ладья · a4 белый слон · c4 чёрный король · d4 белая пешка · e4 белая пешка · d3 чёрная пешка · b2 белая ладья · d2 белый слон · h1 белый король | a8 чёрный ферзь · d8 чёрный слон · e8 чёрный слон · f7 чёрный конь · a6 чёрный конь · c6 белый конь · a5 чёрная пешка · b5 белая пешка · c5 белый конь · h5 белая ладья · a4 белый слон · c4 чёрный король · d4 белая пешка · e4 белая пешка · d3 чёрная пешка · b2 белая ладья · d2 белый слон · h1 белый король | a8 чёрный ферзь · d8 чёрный слон · e8 чёрный слон · f7 чёрный конь · a6 чёрный конь · c6 белый конь · a5 чёрная пешка · b5 белая пешка · c5 белый конь · h5 белая ладья · a4 белый слон · c4 чёрный король · d4 белая пешка · e4 белая пешка · d3 чёрная пешка · b2 белая ладья · d2 белый слон · h1 белый король | a8 чёрный ферзь · d8 чёрный слон · e8 чёрный слон · f7 чёрный конь · a6 чёрный конь · c6 белый конь · a5 чёрная пешка · b5 белая пешка · c5 белый конь · h5 белая ладья · a4 белый слон · c4 чёрный король · d4 белая пешка · e4 белая пешка · d3 чёрная пешка · b2 белая ладья · d2 белый слон · h1 белый король | a8 чёрный ферзь · d8 чёрный слон · e8 чёрный слон · f7 чёрный конь · a6 чёрный конь · c6 белый конь · a5 чёрная пешка · b5 белая пешка · c5 белый конь · h5 белая ладья · a4 белый слон · c4 чёрный король · d4 белая пешка · e4 белая пешка · d3 чёрная пешка · b2 белая ладья · d2 белый слон · h1 белый король | a8 чёрный ферзь · d8 чёрный слон · e8 чёрный слон · f7 чёрный конь · a6 чёрный конь · c6 белый конь · a5 чёрная пешка · b5 белая пешка · c5 белый конь · h5 белая ладья · a4 белый слон · c4 чёрный король · d4 белая пешка · e4 белая пешка · d3 чёрная пешка · b2 белая ладья · d2 белый слон · h1 белый король | a8 чёрный ферзь · d8 чёрный слон · e8 чёрный слон · f7 чёрный конь · a6 чёрный конь · c6 белый конь · a5 чёрная пешка · b5 белая пешка · c5 белый конь · h5 белая ладья · a4 белый слон · c4 чёрный король · d4 белая пешка · e4 белая пешка · d3 чёрная пешка · b2 белая ладья · d2 белый слон · h1 белый король | 6 |
| 5 | a8 чёрный ферзь · d8 чёрный слон · e8 чёрный слон · f7 чёрный конь · a6 чёрный конь · c6 белый конь · a5 чёрная пешка · b5 белая пешка · c5 белый конь · h5 белая ладья · a4 белый слон · c4 чёрный король · d4 белая пешка · e4 белая пешка · d3 чёрная пешка · b2 белая ладья · d2 белый слон · h1 белый король | a8 чёрный ферзь · d8 чёрный слон · e8 чёрный слон · f7 чёрный конь · a6 чёрный конь · c6 белый конь · a5 чёрная пешка · b5 белая пешка · c5 белый конь · h5 белая ладья · a4 белый слон · c4 чёрный король · d4 белая пешка · e4 белая пешка · d3 чёрная пешка · b2 белая ладья · d2 белый слон · h1 белый король | a8 чёрный ферзь · d8 чёрный слон · e8 чёрный слон · f7 чёрный конь · a6 чёрный конь · c6 белый конь · a5 чёрная пешка · b5 белая пешка · c5 белый конь · h5 белая ладья · a4 белый слон · c4 чёрный король · d4 белая пешка · e4 белая пешка · d3 чёрная пешка · b2 белая ладья · d2 белый слон · h1 белый король | a8 чёрный ферзь · d8 чёрный слон · e8 чёрный слон · f7 чёрный конь · a6 чёрный конь · c6 белый конь · a5 чёрная пешка · b5 белая пешка · c5 белый конь · h5 белая ладья · a4 белый слон · c4 чёрный король · d4 белая пешка · e4 белая пешка · d3 чёрная пешка · b2 белая ладья · d2 белый слон · h1 белый король | a8 чёрный ферзь · d8 чёрный слон · e8 чёрный слон · f7 чёрный конь · a6 чёрный конь · c6 белый конь · a5 чёрная пешка · b5 белая пешка · c5 белый конь · h5 белая ладья · a4 белый слон · c4 чёрный король · d4 белая пешка · e4 белая пешка · d3 чёрная пешка · b2 белая ладья · d2 белый слон · h1 белый король | a8 чёрный ферзь · d8 чёрный слон · e8 чёрный слон · f7 чёрный конь · a6 чёрный конь · c6 белый конь · a5 чёрная пешка · b5 белая пешка · c5 белый конь · h5 белая ладья · a4 белый слон · c4 чёрный король · d4 белая пешка · e4 белая пешка · d3 чёрная пешка · b2 белая ладья · d2 белый слон · h1 белый король | a8 чёрный ферзь · d8 чёрный слон · e8 чёрный слон · f7 чёрный конь · a6 чёрный конь · c6 белый конь · a5 чёрная пешка · b5 белая пешка · c5 белый конь · h5 белая ладья · a4 белый слон · c4 чёрный король · d4 белая пешка · e4 белая пешка · d3 чёрная пешка · b2 белая ладья · d2 белый слон · h1 белый король | a8 чёрный ферзь · d8 чёрный слон · e8 чёрный слон · f7 чёрный конь · a6 чёрный конь · c6 белый конь · a5 чёрная пешка · b5 белая пешка · c5 белый конь · h5 белая ладья · a4 белый слон · c4 чёрный король · d4 белая пешка · e4 белая пешка · d3 чёрная пешка · b2 белая ладья · d2 белый слон · h1 белый король | 5 |
| 4 | a8 чёрный ферзь · d8 чёрный слон · e8 чёрный слон · f7 чёрный конь · a6 чёрный конь · c6 белый конь · a5 чёрная пешка · b5 белая пешка · c5 белый конь · h5 белая ладья · a4 белый слон · c4 чёрный король · d4 белая пешка · e4 белая пешка · d3 чёрная пешка · b2 белая ладья · d2 белый слон · h1 белый король | a8 чёрный ферзь · d8 чёрный слон · e8 чёрный слон · f7 чёрный конь · a6 чёрный конь · c6 белый конь · a5 чёрная пешка · b5 белая пешка · c5 белый конь · h5 белая ладья · a4 белый слон · c4 чёрный король · d4 белая пешка · e4 белая пешка · d3 чёрная пешка · b2 белая ладья · d2 белый слон · h1 белый король | a8 чёрный ферзь · d8 чёрный слон · e8 чёрный слон · f7 чёрный конь · a6 чёрный конь · c6 белый конь · a5 чёрная пешка · b5 белая пешка · c5 белый конь · h5 белая ладья · a4 белый слон · c4 чёрный король · d4 белая пешка · e4 белая пешка · d3 чёрная пешка · b2 белая ладья · d2 белый слон · h1 белый король | a8 чёрный ферзь · d8 чёрный слон · e8 чёрный слон · f7 чёрный конь · a6 чёрный конь · c6 белый конь · a5 чёрная пешка · b5 белая пешка · c5 белый конь · h5 белая ладья · a4 белый слон · c4 чёрный король · d4 белая пешка · e4 белая пешка · d3 чёрная пешка · b2 белая ладья · d2 белый слон · h1 белый король | a8 чёрный ферзь · d8 чёрный слон · e8 чёрный слон · f7 чёрный конь · a6 чёрный конь · c6 белый конь · a5 чёрная пешка · b5 белая пешка · c5 белый конь · h5 белая ладья · a4 белый слон · c4 чёрный король · d4 белая пешка · e4 белая пешка · d3 чёрная пешка · b2 белая ладья · d2 белый слон · h1 белый король | a8 чёрный ферзь · d8 чёрный слон · e8 чёрный слон · f7 чёрный конь · a6 чёрный конь · c6 белый конь · a5 чёрная пешка · b5 белая пешка · c5 белый конь · h5 белая ладья · a4 белый слон · c4 чёрный король · d4 белая пешка · e4 белая пешка · d3 чёрная пешка · b2 белая ладья · d2 белый слон · h1 белый король | a8 чёрный ферзь · d8 чёрный слон · e8 чёрный слон · f7 чёрный конь · a6 чёрный конь · c6 белый конь · a5 чёрная пешка · b5 белая пешка · c5 белый конь · h5 белая ладья · a4 белый слон · c4 чёрный король · d4 белая пешка · e4 белая пешка · d3 чёрная пешка · b2 белая ладья · d2 белый слон · h1 белый король | a8 чёрный ферзь · d8 чёрный слон · e8 чёрный слон · f7 чёрный конь · a6 чёрный конь · c6 белый конь · a5 чёрная пешка · b5 белая пешка · c5 белый конь · h5 белая ладья · a4 белый слон · c4 чёрный король · d4 белая пешка · e4 белая пешка · d3 чёрная пешка · b2 белая ладья · d2 белый слон · h1 белый король | 4 |
| 3 | a8 чёрный ферзь · d8 чёрный слон · e8 чёрный слон · f7 чёрный конь · a6 чёрный конь · c6 белый конь · a5 чёрная пешка · b5 белая пешка · c5 белый конь · h5 белая ладья · a4 белый слон · c4 чёрный король · d4 белая пешка · e4 белая пешка · d3 чёрная пешка · b2 белая ладья · d2 белый слон · h1 белый король | a8 чёрный ферзь · d8 чёрный слон · e8 чёрный слон · f7 чёрный конь · a6 чёрный конь · c6 белый конь · a5 чёрная пешка · b5 белая пешка · c5 белый конь · h5 белая ладья · a4 белый слон · c4 чёрный король · d4 белая пешка · e4 белая пешка · d3 чёрная пешка · b2 белая ладья · d2 белый слон · h1 белый король | a8 чёрный ферзь · d8 чёрный слон · e8 чёрный слон · f7 чёрный конь · a6 чёрный конь · c6 белый конь · a5 чёрная пешка · b5 белая пешка · c5 белый конь · h5 белая ладья · a4 белый слон · c4 чёрный король · d4 белая пешка · e4 белая пешка · d3 чёрная пешка · b2 белая ладья · d2 белый слон · h1 белый король | a8 чёрный ферзь · d8 чёрный слон · e8 чёрный слон · f7 чёрный конь · a6 чёрный конь · c6 белый конь · a5 чёрная пешка · b5 белая пешка · c5 белый конь · h5 белая ладья · a4 белый слон · c4 чёрный король · d4 белая пешка · e4 белая пешка · d3 чёрная пешка · b2 белая ладья · d2 белый слон · h1 белый король | a8 чёрный ферзь · d8 чёрный слон · e8 чёрный слон · f7 чёрный конь · a6 чёрный конь · c6 белый конь · a5 чёрная пешка · b5 белая пешка · c5 белый конь · h5 белая ладья · a4 белый слон · c4 чёрный король · d4 белая пешка · e4 белая пешка · d3 чёрная пешка · b2 белая ладья · d2 белый слон · h1 белый король | a8 чёрный ферзь · d8 чёрный слон · e8 чёрный слон · f7 чёрный конь · a6 чёрный конь · c6 белый конь · a5 чёрная пешка · b5 белая пешка · c5 белый конь · h5 белая ладья · a4 белый слон · c4 чёрный король · d4 белая пешка · e4 белая пешка · d3 чёрная пешка · b2 белая ладья · d2 белый слон · h1 белый король | a8 чёрный ферзь · d8 чёрный слон · e8 чёрный слон · f7 чёрный конь · a6 чёрный конь · c6 белый конь · a5 чёрная пешка · b5 белая пешка · c5 белый конь · h5 белая ладья · a4 белый слон · c4 чёрный король · d4 белая пешка · e4 белая пешка · d3 чёрная пешка · b2 белая ладья · d2 белый слон · h1 белый король | a8 чёрный ферзь · d8 чёрный слон · e8 чёрный слон · f7 чёрный конь · a6 чёрный конь · c6 белый конь · a5 чёрная пешка · b5 белая пешка · c5 белый конь · h5 белая ладья · a4 белый слон · c4 чёрный король · d4 белая пешка · e4 белая пешка · d3 чёрная пешка · b2 белая ладья · d2 белый слон · h1 белый король | 3 |
| 2 | a8 чёрный ферзь · d8 чёрный слон · e8 чёрный слон · f7 чёрный конь · a6 чёрный конь · c6 белый конь · a5 чёрная пешка · b5 белая пешка · c5 белый конь · h5 белая ладья · a4 белый слон · c4 чёрный король · d4 белая пешка · e4 белая пешка · d3 чёрная пешка · b2 белая ладья · d2 белый слон · h1 белый король | a8 чёрный ферзь · d8 чёрный слон · e8 чёрный слон · f7 чёрный конь · a6 чёрный конь · c6 белый конь · a5 чёрная пешка · b5 белая пешка · c5 белый конь · h5 белая ладья · a4 белый слон · c4 чёрный король · d4 белая пешка · e4 белая пешка · d3 чёрная пешка · b2 белая ладья · d2 белый слон · h1 белый король | a8 чёрный ферзь · d8 чёрный слон · e8 чёрный слон · f7 чёрный конь · a6 чёрный конь · c6 белый конь · a5 чёрная пешка · b5 белая пешка · c5 белый конь · h5 белая ладья · a4 белый слон · c4 чёрный король · d4 белая пешка · e4 белая пешка · d3 чёрная пешка · b2 белая ладья · d2 белый слон · h1 белый король | a8 чёрный ферзь · d8 чёрный слон · e8 чёрный слон · f7 чёрный конь · a6 чёрный конь · c6 белый конь · a5 чёрная пешка · b5 белая пешка · c5 белый конь · h5 белая ладья · a4 белый слон · c4 чёрный король · d4 белая пешка · e4 белая пешка · d3 чёрная пешка · b2 белая ладья · d2 белый слон · h1 белый король | a8 чёрный ферзь · d8 чёрный слон · e8 чёрный слон · f7 чёрный конь · a6 чёрный конь · c6 белый конь · a5 чёрная пешка · b5 белая пешка · c5 белый конь · h5 белая ладья · a4 белый слон · c4 чёрный король · d4 белая пешка · e4 белая пешка · d3 чёрная пешка · b2 белая ладья · d2 белый слон · h1 белый король | a8 чёрный ферзь · d8 чёрный слон · e8 чёрный слон · f7 чёрный конь · a6 чёрный конь · c6 белый конь · a5 чёрная пешка · b5 белая пешка · c5 белый конь · h5 белая ладья · a4 белый слон · c4 чёрный король · d4 белая пешка · e4 белая пешка · d3 чёрная пешка · b2 белая ладья · d2 белый слон · h1 белый король | a8 чёрный ферзь · d8 чёрный слон · e8 чёрный слон · f7 чёрный конь · a6 чёрный конь · c6 белый конь · a5 чёрная пешка · b5 белая пешка · c5 белый конь · h5 белая ладья · a4 белый слон · c4 чёрный король · d4 белая пешка · e4 белая пешка · d3 чёрная пешка · b2 белая ладья · d2 белый слон · h1 белый король | a8 чёрный ферзь · d8 чёрный слон · e8 чёрный слон · f7 чёрный конь · a6 чёрный конь · c6 белый конь · a5 чёрная пешка · b5 белая пешка · c5 белый конь · h5 белая ладья · a4 белый слон · c4 чёрный король · d4 белая пешка · e4 белая пешка · d3 чёрная пешка · b2 белая ладья · d2 белый слон · h1 белый король | 2 |
| 1 | a8 чёрный ферзь · d8 чёрный слон · e8 чёрный слон · f7 чёрный конь · a6 чёрный конь · c6 белый конь · a5 чёрная пешка · b5 белая пешка · c5 белый конь · h5 белая ладья · a4 белый слон · c4 чёрный король · d4 белая пешка · e4 белая пешка · d3 чёрная пешка · b2 белая ладья · d2 белый слон · h1 белый король | a8 чёрный ферзь · d8 чёрный слон · e8 чёрный слон · f7 чёрный конь · a6 чёрный конь · c6 белый конь · a5 чёрная пешка · b5 белая пешка · c5 белый конь · h5 белая ладья · a4 белый слон · c4 чёрный король · d4 белая пешка · e4 белая пешка · d3 чёрная пешка · b2 белая ладья · d2 белый слон · h1 белый король | a8 чёрный ферзь · d8 чёрный слон · e8 чёрный слон · f7 чёрный конь · a6 чёрный конь · c6 белый конь · a5 чёрная пешка · b5 белая пешка · c5 белый конь · h5 белая ладья · a4 белый слон · c4 чёрный король · d4 белая пешка · e4 белая пешка · d3 чёрная пешка · b2 белая ладья · d2 белый слон · h1 белый король | a8 чёрный ферзь · d8 чёрный слон · e8 чёрный слон · f7 чёрный конь · a6 чёрный конь · c6 белый конь · a5 чёрная пешка · b5 белая пешка · c5 белый конь · h5 белая ладья · a4 белый слон · c4 чёрный король · d4 белая пешка · e4 белая пешка · d3 чёрная пешка · b2 белая ладья · d2 белый слон · h1 белый король | a8 чёрный ферзь · d8 чёрный слон · e8 чёрный слон · f7 чёрный конь · a6 чёрный конь · c6 белый конь · a5 чёрная пешка · b5 белая пешка · c5 белый конь · h5 белая ладья · a4 белый слон · c4 чёрный король · d4 белая пешка · e4 белая пешка · d3 чёрная пешка · b2 белая ладья · d2 белый слон · h1 белый король | a8 чёрный ферзь · d8 чёрный слон · e8 чёрный слон · f7 чёрный конь · a6 чёрный конь · c6 белый конь · a5 чёрная пешка · b5 белая пешка · c5 белый конь · h5 белая ладья · a4 белый слон · c4 чёрный король · d4 белая пешка · e4 белая пешка · d3 чёрная пешка · b2 белая ладья · d2 белый слон · h1 белый король | a8 чёрный ферзь · d8 чёрный слон · e8 чёрный слон · f7 чёрный конь · a6 чёрный конь · c6 белый конь · a5 чёрная пешка · b5 белая пешка · c5 белый конь · h5 белая ладья · a4 белый слон · c4 чёрный король · d4 белая пешка · e4 белая пешка · d3 чёрная пешка · b2 белая ладья · d2 белый слон · h1 белый король | a8 чёрный ферзь · d8 чёрный слон · e8 чёрный слон · f7 чёрный конь · a6 чёрный конь · c6 белый конь · a5 чёрная пешка · b5 белая пешка · c5 белый конь · h5 белая ладья · a4 белый слон · c4 чёрный король · d4 белая пешка · e4 белая пешка · d3 чёрная пешка · b2 белая ладья · d2 белый слон · h1 белый король | 1 |
|   | a | b | c | d | e | f | g | h |   |

1.Kb7? угроза 2.Cb3#

1…Cg5 2.Kb:a5#, 1…Kg5 2.Kd6#

(1…Kc5 2.Л:с5#), но 1…C:c6!
1.Kd7? угроза 2.Cb3#

1…Cg5 2.Kb6#, 1…Kg5 2.Kde5#
 
(1…Kc5 2.Л:с5#), но 1…Ф:c6!
1.Ke6! угроза 2.Cb3#

1…Cg5 2.K:a5#, 1…Kg5 2.Ke5#
 
(1…Kc5 2.Л:с5#)
В трёх фазах белый конь с5 открывает линию h5—b5 для белой ладьи («включает» белую ладью h5), в результате чего появляется угроза, в которой белый слон перекрывает линию действия другой белой ладьи b2—b5 («выключает» белую ладью b2). В защитах от угрозы (1…Cg5, 1…Kg5/Ke5) чёрные сами перекрывают линию h5—b5 — защиты Барулина. В опровержениях ложных следов чёрные забирают коня с6, предоставляя своему королю поле d4. 